# Лестер (Ајова)
Лестер (енгл. Lester) град је у америчкој савезној држави Ајова. По попису становништва из 2010. у њему је живело 294 становника.

## Демографија
Према попису становништва из 2010. у граду је живело 294 становника, што је 43 (17,1%) становника више него 2000. године.
| Група             | 2000.       | 2010.       |
| Белци             | 249 (99,2%) | 275 (93,5%) |
| Афроамериканци    | 0 (0,0%)    | 1 (0,3%)    |
| Азијати           | 0 (0,0%)    | 1 (0,3%)    |
| Хиспаноамериканци | 0 (0,0%)    | 16 (5,4%)   |
| Укупно            | 251         | 294         |